# Konoquelleh
Konoquelleh är en klan i Liberia.   Den ligger i regionen Margibi County, i den centrala delen av landet, 70 km nordost om huvudstaden Monrovia.